# Yevgueni Vajtángov
 Yevgueni Bagratiónovich Vajtángov (en ruso: Евге́ний Багратио́нович Вахта́нгов, armenio:  Եվգենի Բագրատի Վախթանգով; Vladikavkaz, 20 de enerojul./ 1 de febrero de 1883greg.-Moscú, 29 de mayo de 1922) fue un actor y director teatral ruso. Miembro del Teatro de Arte de Moscú, da nombre a un teatro moscovita. Fue amigo y mentor de Mijaíl Chéjov.

## Biografía

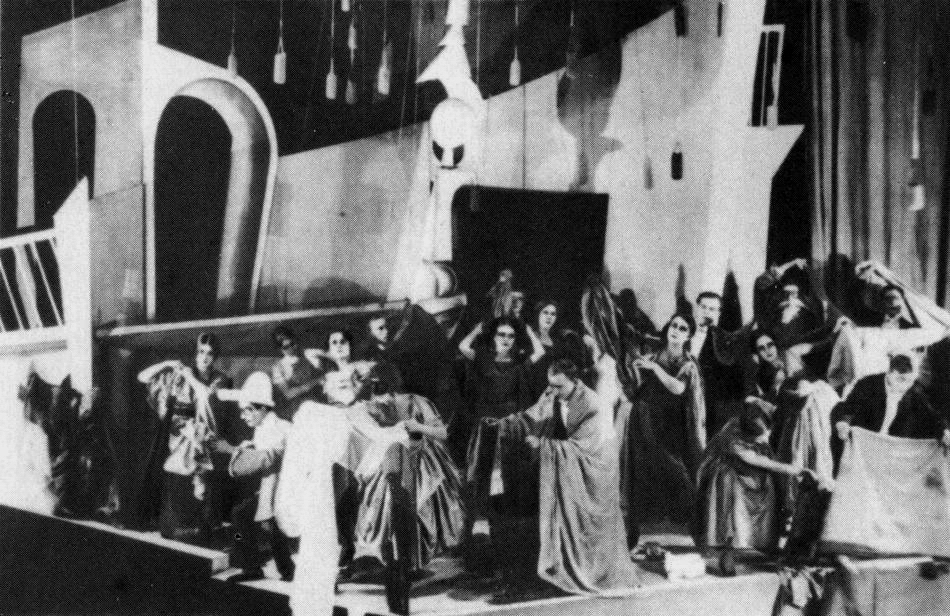
Una escena de Turandot dirigida por Vajtángov. 1922.

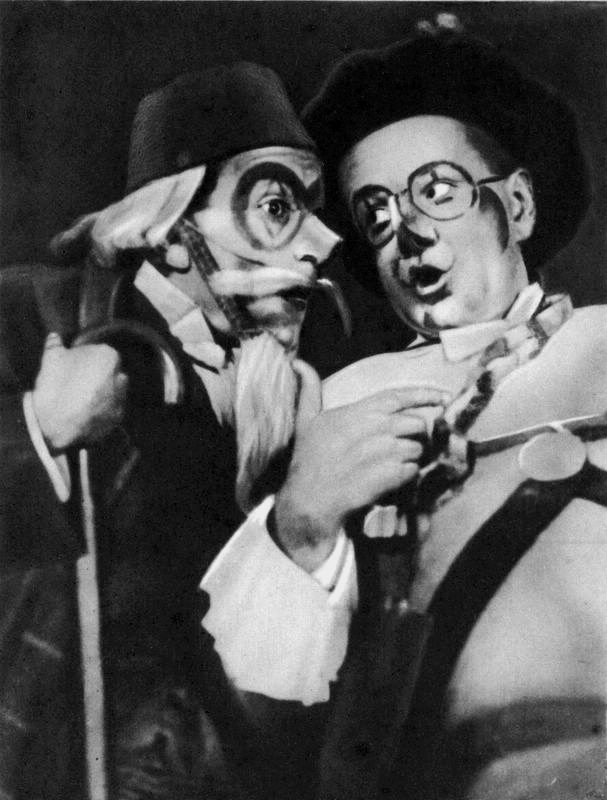
R. Símonov como Pantaleón y B. Schukin como Tartaglia, dos personajes de la Comedia del arte, en Turandot. 1922.

Su madre era rusa y su padre armenio.
Asistió poco tiempo a la Universidad Estatal de Moscú antes de unirse al Teatro de Arte de Moscú y en 1911 fundar su propio taller teatral, que cuatro años antes de su fallecimiento recibió su nombre en su honor. Estaba muy influido por los experimentos de teatro de Vsévolod Meyerhold, Konstantín Stanislavski, Leopold Sulerzhitski y Vladímir Nemiróvich-Dánchenko.
Sus producciones incorporaban máscaras, música, danza, vestimentas abstractas, decorados vanguardistas y detalles analíticos de los textos y las motivaciones psicológicas de personajes. Su producción más notable fue Turandot de Carlo Gozzi.
Falleció de un cáncer a los 38 años y está enterrado en el Cementerio Novodévichi.